# Alonso Gómez-Robledo
Alonso Gómez-Robledo Verduzco (* 11. August 1949 in Washington, D.C.) ist ein mexikanischer Jurist. Er war von 2014 bis 2023 Richter am Internationalen Seegerichtshof.

## Leben
Geboren als Sohn mexikanischer Eltern, erhielt Gómez-Robledo seine universitäre Ausbildung an der Nationalen Autonomen Universität von Mexiko, wo er ab 1970 zunächst Philosophie studierte. 1974 machte er dort seinen Abschluss in Rechtswissenschaften. Während des Studiums war er Mitarbeiter am Lehrstuhl von Jorge Carpizo MacGregor. Anschließend promovierte er drei Jahre lang am Genfer Hochschulinstitut für internationale Studien. Nach der Rückkehr in sein Heimatland erhielt er 1978 einen Ruf auf eine Professur für Völkerrecht an seiner Alma Mater. Neben dieser Tätigkeit, die Gómez-Robledo bis heute ausübt, hatte er bereits verschiedene Gastprofessuren inne. So unterrichtete er etwa an der University of Texas–Pan American und engagiert sich in der Diplomatenausbildung. Auf internationaler Ebene trat er als Mitglied der mexikanischen Delegation bei den Verhandlungen zum Seerechtsübereinkommen von 1978 bis 1982 zum ersten Mal in Erscheinung. Seitdem beriet er schon mehrfach die Regierung seines Heimatlandes zu völkerrechtlichen Fragen. Zwischen November 1988 und Juli 1990 arbeitete er zudem für die Ständige Vertretung Mexikos bei der UNESCO in Paris. Seit 2001 ist er darüber hinaus Mitglied des Ständigen Schiedshofs in Den Haag.
Sein Bruder Juan Manuel Gómez Robledo ist ebenfalls ein international tätiger Jurist.

## Publikationen
- Diccionario de derecho internacional. Porrúa, Mexiko-Stadt 2001, ISBN 970-07-2661-4.
- Consideraciones en torno a las "operaciones para el mantenimiento de la paz". In: Boletín mexicano de derecho comparado. Vol. 35 (2002), ISSN 0041-8633, S. 99–114.
- Protección de datos personales en México: el caso del poder ejecutivo federal.  Univ. Nacional Autónoma de México, Mexiko-Stadt 2006, ISBN 970-32-3913-7.
- Corte Interamericana de Derechos Humanos; caso Radilla Pacheco vs. México. In: Anuario mexicano de derecho internacional. Vol. 11 (2011), ISSN 1870-4654, S. 560–590.